# کیتی وین
کیتی وین (انگلیسی: Katherine Tupper "Kitty" Winn؛ زادهٔ ۲۱ فوریهٔ ۱۹۴۳) هنرپیشه آمریکایی است. از فیلم‌هایی که وی در آن نقش داشته است، می‌توان به جن‌گیر و جن‌گیر ۲: مرتد اشاره کرد.